# رقابت

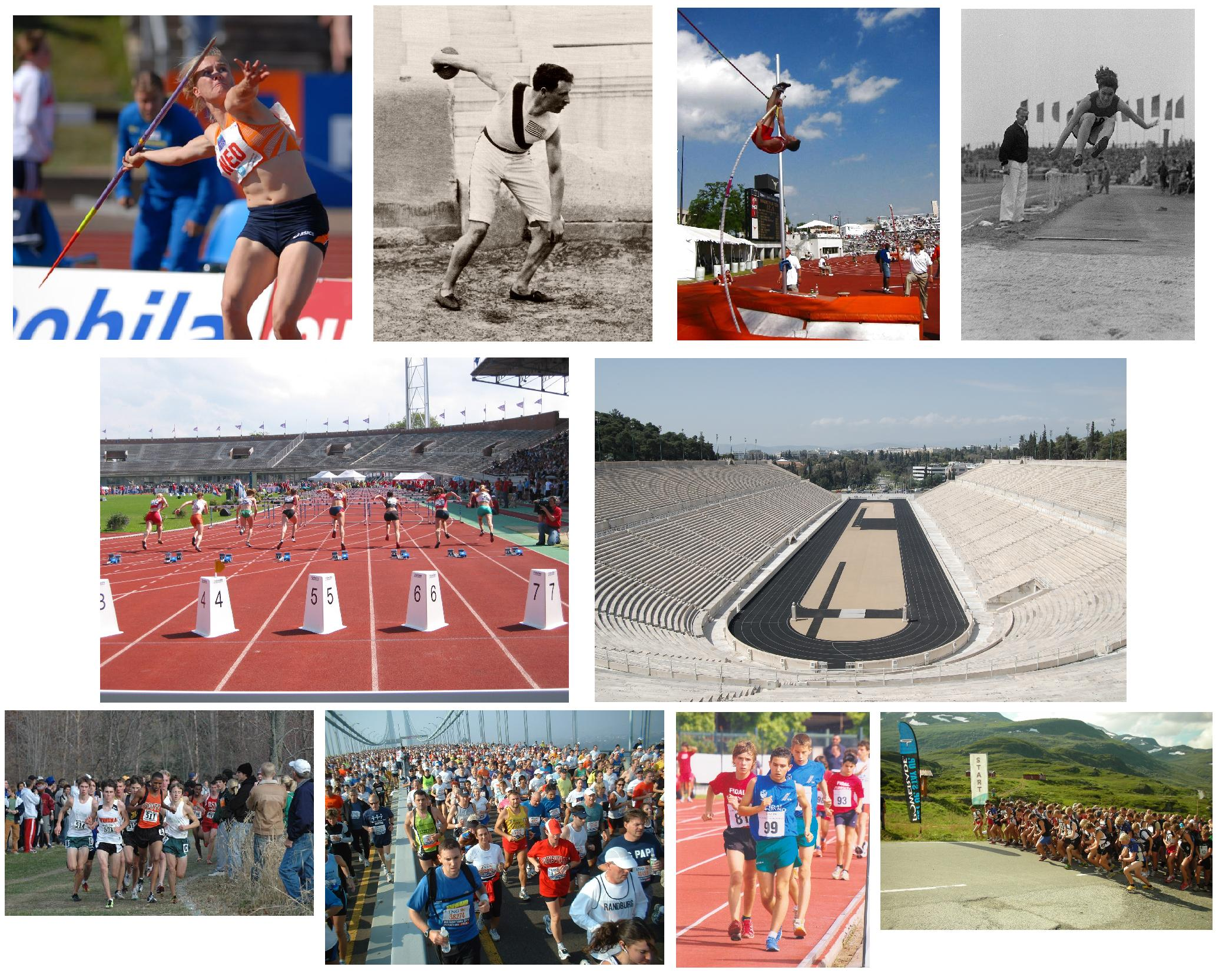
رقابت در ورزش. مجموعه‌ای از تصاویر، برخی از رویدادهای ورزشی را نمایش می‌دهد که به عنوان مسابقات دو و میدانی طبقه‌بندی شده‌اند.

رِقابَت به‌طور کلی یک مسابقه یا هماوردی بین دو یا چند ارگانیسم، حیوان، فرد، گروه اقتصادی یا گروه‌های اجتماعی و…، برای به دست آوردن قلمرو، جایگاه، منابع، محصول، جفت، حیثیت، شهرت، جوایز، جایگاه اجتماعی، رهبری و سود است. رقابت زمانی رخ می‌دهد که حداقل دو طرف در تلاش برای رسیدن به هدفی باشند، که نمی‌تواند به اشتراک گذاشته شود. جایی که یکی به دست می‌آورد و دیگران می‌بازند. (بازی مجموع-صفر).
رقابت به‌طور طبیعی بین موجودات زنده که در محیطی مشترک همزیستی دارند رخ می‌دهد. به عنوان مثال، حیوانات برای منابع آب، غذا، جفت و دیگر منابع بیولوژیکی رقابت می‌کنند. انسان‌ها معمولاً برای مواد غذایی و جفت رقابت می‌کنند، هر چند زمانی که این نیازها برآورده می‌شوند، رقابت‌های عمیق‌تری، اغلب برای دستیابی به ثروت، قدرت، حیثیت، و شهرت به وجود می‌آیند.
رقابت اغلب متضاد همکاری در نظر گرفته می‌شود، با این حال در دنیای واقعی مخلوطی از همکاری و رقابت هنجار است. استراتژی‌های بهینه برای رسیدن به اهداف در شاخه ای از ریاضیات به عنوان نظریه بازی‌ها مورد مطالعه قرار می‌گیرد.
رقابت همچنین یک اصل مهم در اقتصاد بازار و کسب و کار است که اغلب با رقابتِ کسب و کار در ارتباط است چرا که اکثر شرکت‌ها در رقابت با حداقل یک شرکت دیگر در همان گروه مشتریان هستند. همچنین رقابت در داخل یک شرکت معمولاً با هدف بزرگترِ رسیدن به کیفیت بالاتر خدمات یا بهبود محصولاتی که شرکت ممکن است تولید یا توسعه دهد، تحریک می‌شود.

## تاریخ

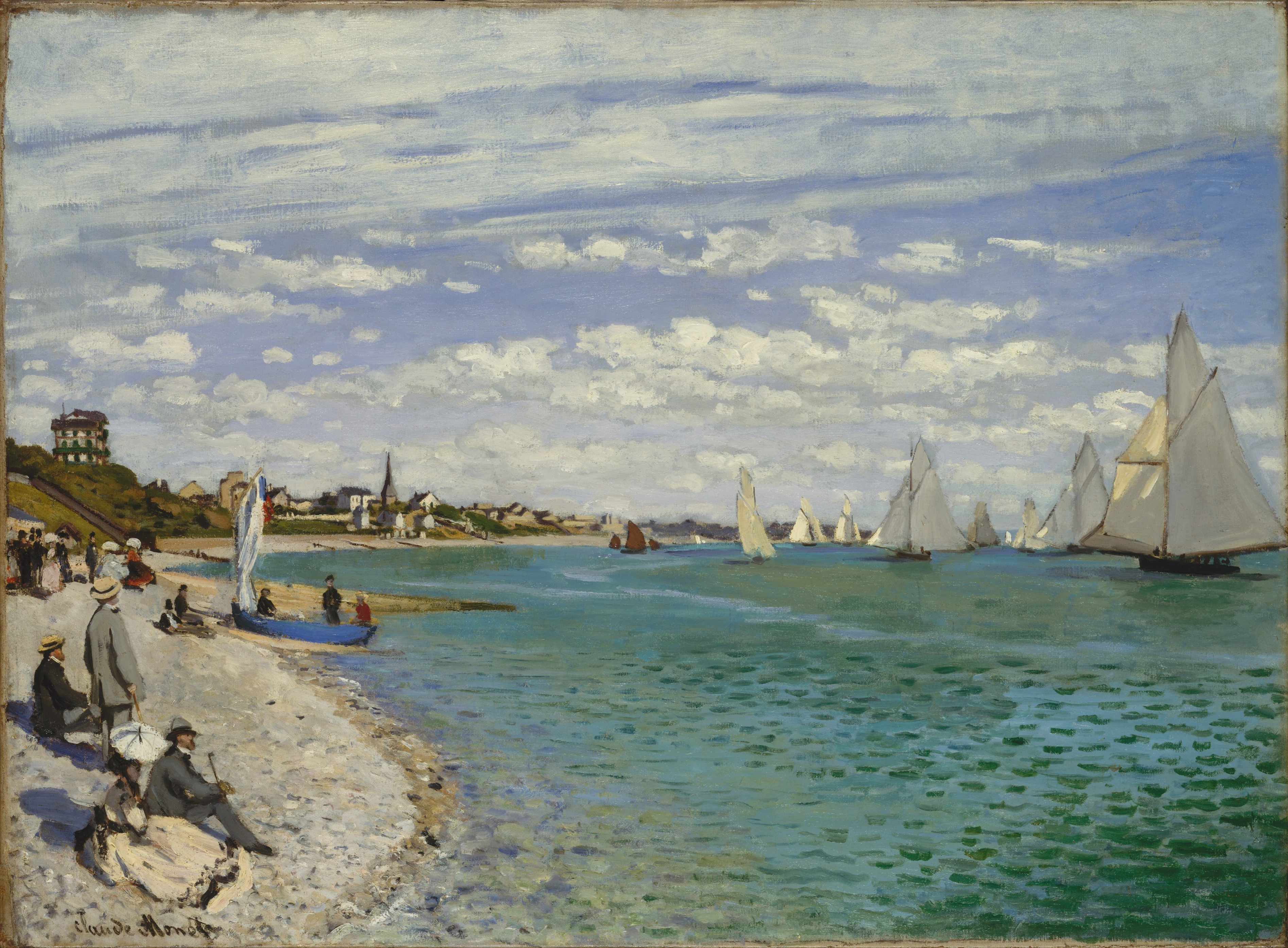
مسابقه کرجی‌رانی در سانت-آدرس اثر کلود مونه

مسابقه آرژانتین و انگلستان (جام جهانی فوتبال ۱۹۸۶) یکی از به یاد ماندنی‌ترین مسابقات فوتبال بود، که در ۲۲ ژوئن ۱۹۸۶ در ورزشگاه آزتکای شهر مکزیکو سیتی، بین تیم‌های ملی دو کشور آرژانتین و انگلیس در مرحلهٔ یک‌چهارم نهایی جام جهانی برگزار شد. این مسابقه چهار سال پس از جنگ فالکلند برگزار گردید؛ در این جنگ دو کشور آرژانتین و انگلستان بر سر جزیره فالکلند یا مالویناس با یکدیگر درگیر شده بودند. بخش دیگری از دلایل چالش‌انگیز شدن رقابت بین دو تیم، بازی دیگری بود که بیست سال پیش‌تر، در جام جهانی فوتبال ۱۹۶۶ به میزبانی انگلیس برگزار شده بود. در طول مسابقه، دیگو آرماندو مارادونا دو گل، از معروف‌ترین گل‌های تاریخ جام جهانی فوتبال را به ثمر رساند.